# Taksonomi for indlæringsmål
En taksonomi for indlæringsmål er en klassifikation af indlæringsmål/læringsmål. Den mest kendte taksonomi blev oprindeligt foreslået af Benjamin Bloom, som arbejdede med affektive, psykomotoriske og kognitive områder.
Andre skelner mellem faglige, generiske og holdningsmæssige læringsmål.

## Affektiv
Det affektive område handler om, hvorledes folk reagerer følelsesmæssigt – om evnen til at føle andres smerte eller glæde, men også om motivation, holdninger og værdier.

## Psykomotorisk
Det psykomotoriske område handler om evnen til at agere fysisk – eksempelvis at bruge en hammer eller gennemføre gymnastiske øvelser.
Han inddeler i 5 niveauer, hvor 1 er det laveste
1. Imitation (copy)
2. Manipulation (follow instructions)
3. Develop Precision
4. Articulation (combine, integrate related skills)
5. Naturalization (automate, become expert)

## Kognitiv
Det kognitive område handler om evnen til at "tænke et område igennem". Det kognitive kredser om viden og forståelse for et emne.
Blooms taksonomi arbejder med seks klasser, hvor de højere niveauer inkorporerer de lavere.
| Klasse     | Beskrivelse | Eksempler på adfærdsudtryk                                     |
| Kendskab   | Kendskab er knyttet til at kunne genkende og til en vis grad gengive information.                                         | Beskrive, definere, genkende, skelne                           |
| Forståelse | Forståelse indebærer, at informationen kan fortolkes og reorganiseres                                                     | Beregne, demonstrere, forklare med egne ord, give eksempler    |
| Anvendelse | Kundskaber skal kunne overføres til nye situationer eller problemer, som svarer til allerede kendte                       | Afprøve, afgøre, klassificere, konstruere, udnytte, vælge      |
| Analyse    | Nye og ukendte problemer skal kunne nedbrydes i del-elementer                                                             | Finde, identificere, sammenligne                               |
| Syntese    | Meddelt information kan sammenholdes med egne erfaringer, hvorudfra egen opfattelse formuleres                            | Abstrahere, foreslå, kombinere, konkludere, organisere, udlede |
| Vurdering  | Der kan foretages en afvejning baseret på kriterier. Personlige holdninger kan indgå, men formuleres da klart som sådanne | Bedømme, evaluere, kontrollere, påpege                         |

Lorin Anderson (en tidligere student hos Bloom) opdaterede Blooms taksonomi.
Læg mærke til skiftet fra navne- til udsagnsord. (OG dermed fra produkter til processer)
- Remembering: can the student recall or remember the information? – define, duplicate, list, memorize, recall, repeat, reproduce state
- Understanding: can the student explain ideas or concepts? – classify, describe, discuss, explain, identify, locate, recognize, report, select, translate, paraphrase
- Applying: can the student use the information in a new way? – choose, demonstrate, dramatize, employ, illustrate, interpret, operate, schedule, sketch, solve, use, write.
- Analysing: can the student distinguish between the different parts? – appraise, compare, contrast, criticize, differentiate, discriminate, distinguish, examine, experiment, question, test.
- Evaluating: can the student justify a stand or decision? – appraise, argue, defend, judge, select, support, value, evaluate
- Creating: can the student create new product or point of view? – assemble, construct, create, design, develop, formulate, write.

Læg mærke til at de to nederste niveauer (evaluating og creating) er byttet om i forhold til den gamle version.

### Generelle
- Taxonomy of Educational Objectives: The Classification of Educational Goals, B. S. Bloom (Ed.) David McKay Company, Inc. 1956.
- Ledelse og uddannelse – Grundbog, Forsvarskommandoen 1998.